# Ígor Lediakhov
Ígor Anatólievich Lediakhov (Sochi, Unión Soviética, 22 de mayo de 1968) es un exfutbolista y entrenador ruso. Jugaba de centrocampista y el principal equipo a lo largo de su carrera deportiva fue el Real Sporting de Gijón de España, con el que disputó ocho temporadas en las que participó en 209 encuentros y anotó un total de cuarenta y un goles.

## Trayectoria

### Como jugador
Comenzó la práctica del fútbol en el FK SKA Rostov del Don en 1988 hasta que, en 1990, fichó por el FC Dnipro Dnipropetrovsk. Una vez finalizó la campaña, también lo hizo su periplo en tierras ucranianas, volviendo en 1991 a su Rusia natal para jugar en el FC Rotor Volgogrado. En el equipo del Óblast de Volgogrado militó durante dos temporadas hasta que se trasladó al FC Spartak de Moscú, en el que se jugó durante tres campañas ente 1992 y 1994. En el verano de ese año, fue traspasado al Real Sporting de Gijón, de la Primera División de España, a cambio de doscientos millones de pesetas.
Debutó con el Sporting en el primer encuentro de la temporada 94-95 en una victoria por 2-1 frente al Fútbol Club Barcelona anotando además el tanto de la victoria. En Gijón desarrolló prácticamente la totalidad de su carrera deportiva con un total de ocho temporadas, en las que disputó 209 partidos y anotó un total de cuarenta y un goles —17 de ellos en Primera División—, únicamente interrumpidas por una cesión durante medio año al Yokohama Flügels de Japón en 1998. Tras el préstamo, regresó al Sporting donde se mantuvo hasta 2002 jugando en Segunda División. Tras interponer un recurso al club rojiblanco por apartarlo del equipo, firmó con la S. D. Eibar sin pagar cláusula alguna de rescisión de contrato y cobrando una compensación económica por parte del Sporting que rondaba los 500 000 euros.

### Como entrenador
Tras abandonar la práctica del fútbol se trasladó a vivir a Barcelona, ciudad en la se dedicó unos años a sus negocios inmobiliarios. Sin embargo, en 2007, regresó al mundo del balompié como director técnico del FK SKA Rostov del Don, en el que había dado sus primeros pasos como profesional. Un año después, Valeri Karpin le ofreció entrenar al filial del FC Spartak de Moscú, adonde acababa de llegar para ocupar el puesto de director general. Tras unos meses en el cargo, el entrenador del primer equipo fue cesado y él mismo fue el encargado de sustituirlo de forma interina. Entre diciembre de 2009 y mayo de 2010 dirigió al FC Shinnik Yaroslavl. Posteriormente, fue asistente en el cuerpo técnico del Spartak de Moscú, y entre julio y octubre de 2013 fue el entrenador del FC Rotor Volgogrado.

## Selección nacional
Fue convocado por primera vez en 1992 por la selección de la CEI y llegó a disputar siete encuentros con el equipo, además de integrar la lista de jugadores que acudió a la Eurocopa 1992. A continuación, defendió la camiseta de Rusia en nueve ocasiones y fue convocado para participar en la Copa Mundial de Fútbol de 1994.

## Clubes

### Como jugador
| Club                     | País            | Año       |
| ------------------------ | --------------- | --------- |
| FK SKA Rostov del Don    | Unión Soviética | 1988-1989 |
| FC Dnipro Dnipropetrovsk | Unión Soviética | 1990      |
| FC Rotor Volgogrado      | Rusia           | 1991-1992 |
| FC Spartak de Moscú      | Rusia           | 1992-1994 |
| Real Sporting de Gijón   | España          | 1994-1998 |
| Yokohama Flügels         | Japón           | 1998      |
| Real Sporting de Gijón   | España          | 1998-2003 |
| S. D. Eibar              | España          | 2003      |

### Como entrenador
| Club                   | País  | Año       |
| ---------------------- | ----- | --------- |
| FC Spartak de Moscú    | Rusia | 2008      |
| FC Shinnik Yaroslavl   | Rusia | 2009-2010 |
| FC Rotor Volgogrado    | Rusia | 2013      |
| Ajmat Grozni           | Rusia | 2017-2018 |
| FC Baltika Kaliningrad | Rusia | 2018      |

## Palmarés

### Campeonatos nacionales
| Título                     | Club                | País            | Año  |
| -------------------------- | ------------------- | --------------- | ---- |
| Copa de la Unión Soviética | FC Spartak de Moscú | Unión Soviética | 1992 |
| Liga rusa                  | FC Spartak de Moscú | Rusia           | 1992 |
| Liga rusa                  | FC Spartak de Moscú | Rusia           | 1993 |
| Liga rusa                  | FC Spartak de Moscú | Rusia           | 1994 |
| Copa de Rusia              | FC Spartak de Moscú | Rusia           | 1994 |

### Distinciones individuales
| Distinción                  | Año  |
| --------------------------- | ---- |
| Futbolista del año en Rusia | 1992 |